# 椿川 (徳島県)
椿川（つばきがわ）は、徳島県阿南市を流れる二級河川である。

## 地理
阿南市の船頭ヶ谷付近から東北東に流れて椿泊湾（紀伊水道）に注ぐ。流路は四万十帯の地質構造に調和的である。東に開く湾頭あるため、下流は時々津波の被害を受けた。1854年に安政南海地震による津波は河口から1.3km上流まで達した。
河川沿いには徳島県道200号蒲生田福井線が走る。椿川はシロウオ漁が有名であり、土手沿いにはたくさんのソメイヨシノが植えられている。

## 支流
- 八原毛川

## 流域の主な施設
- 阿南市立椿小学校
- 徳島県道200号蒲生田福井線
- 徳島県道26号由岐大西線
- 愛宕山

## 流域の自治体
徳島県
阿南市